# Gare de Pasteur
La gare de Pasteur est une halte ferroviaire algérienne située sur le territoire de la commune de Tlemcen, dans la wilaya de Tlemcen.

## Situation ferroviaire
La gare se situe sur la ligne de Tabia à Akid Abbes où elle est précédée de la gare de Tlemcen et suivie de celle d'Imama.
| \| Tlemcen Ghazaouet Akid Abbes Maghnia Imama Tabia \| Localisation de la gare de Pasteur dans la wilaya de Tlemcen. |
| Tlemcen Ghazaouet Akid Abbes Maghnia Imama Tabia                                                                     |

## Service des voyageurs

### Dessertes
La gare de Pasteur est desservie par les trains régionaux de la liaison Tlemcen - Maghnia.

## Galerie

Sélection de vues
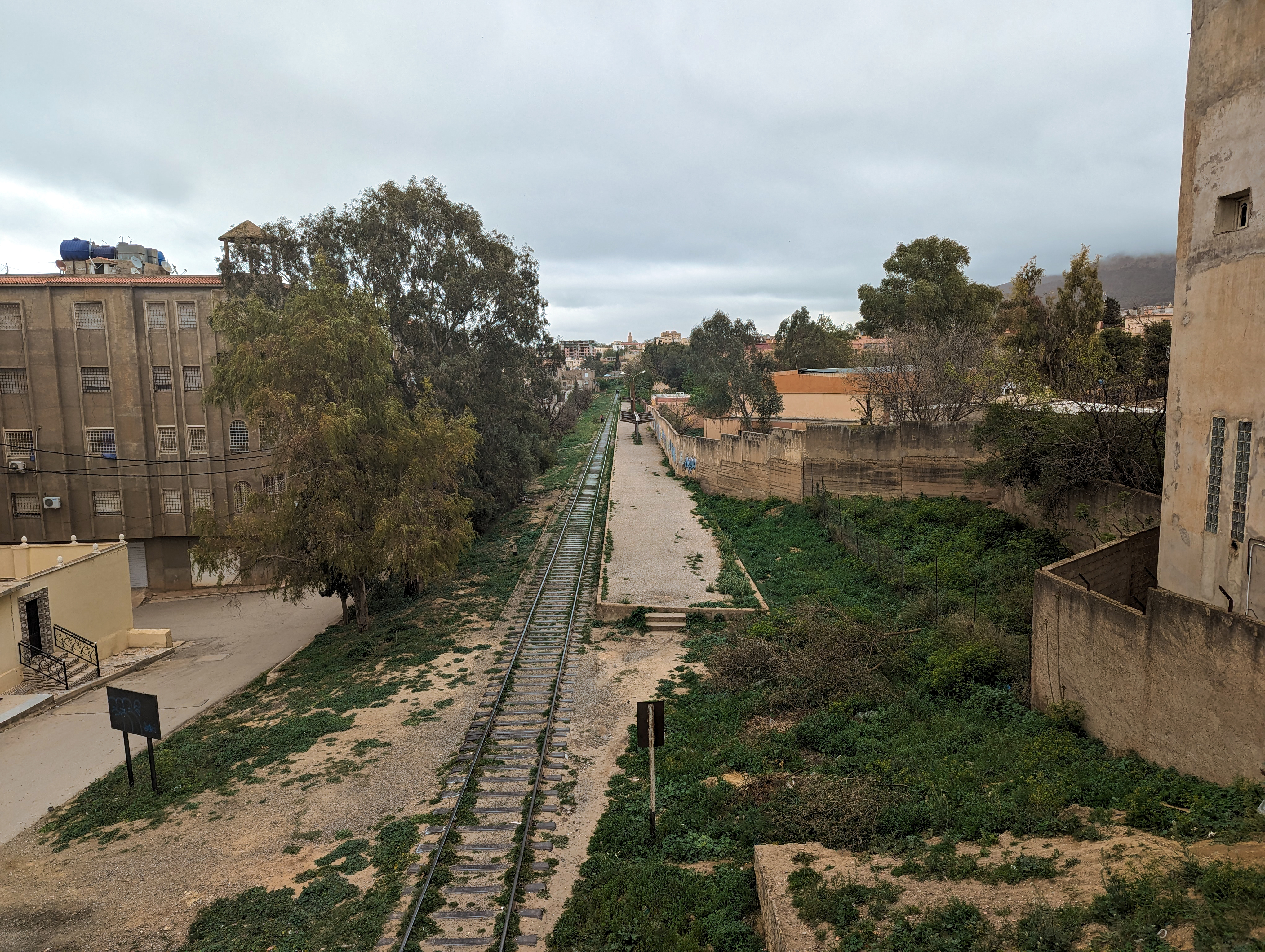
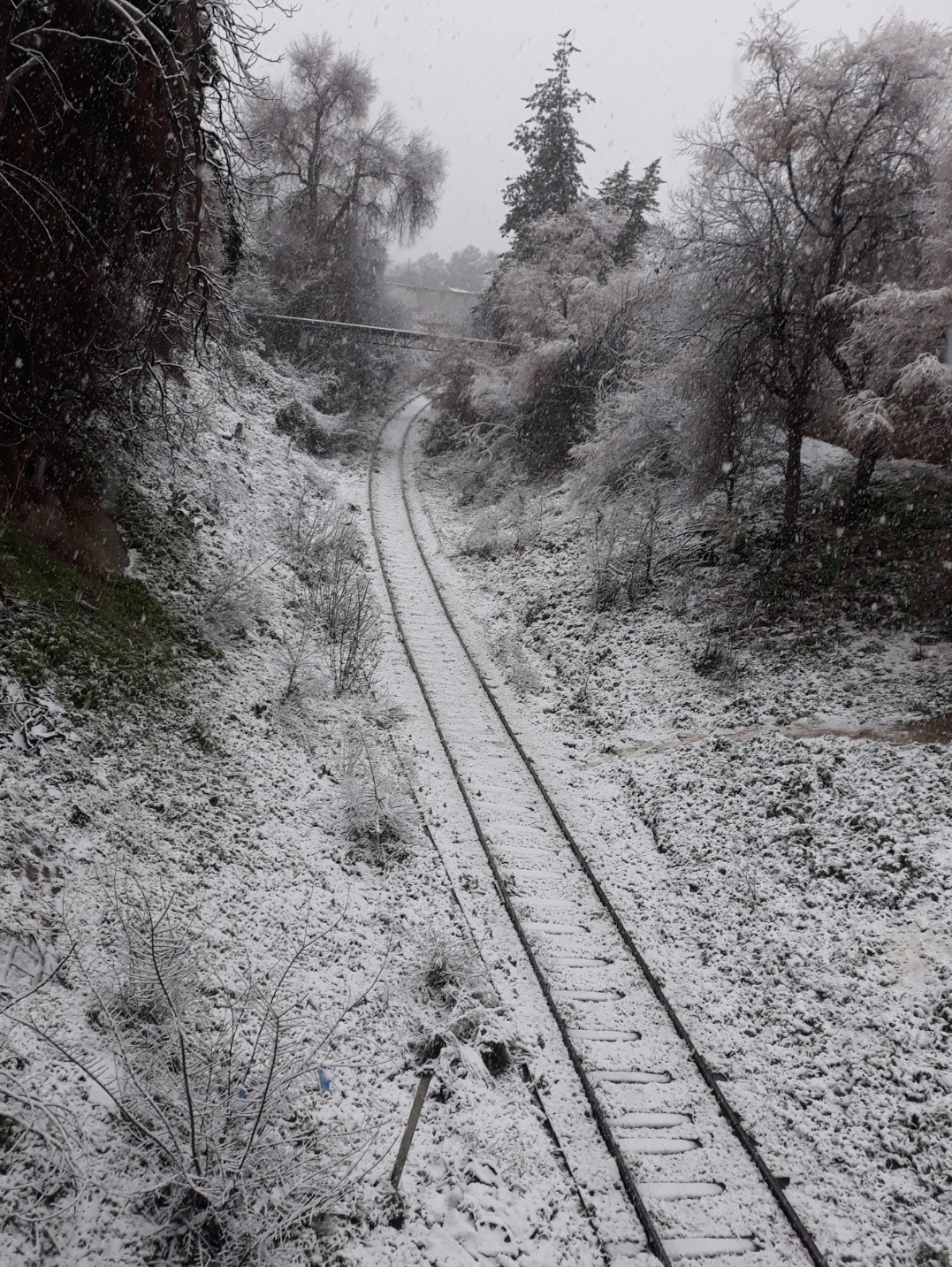